# Youri Mulder
Youri Mulder (ur. 23 marca 1969 w Brukseli) – piłkarz holenderski grający na pozycji napastnika. Jest synem Jana, byłego reprezentanta Holandii, piłkarza Ajaksu Amsterdam oraz RSC Anderlecht.

## Kariera klubowa
Mulder urodził się w Brukseli, ale piłkarską karierę rozpoczynał w ojczyźnie rodziców – Holandii. Na początku kariery, jeszcze jako junior, trafił do młodzieżowej drużyny Ajaksu Amsterdam, nie potrafił jednak przebić się do składu i odszedł z drużyny. Grał w amatorskim SDO Bussum, a jego pierwszym profesjonalnym klubem było FC Twente i właśnie w jego barwach zadebiutował w 1990 roku w Eredivisie. Od razu przebił się do pierwszej jedenastki i w pierwszym sezonie strzelił 6 goli. W sezonie 1991/1992 zdobył już 18 bramek, a z Twente, podobnie jak rok wcześniej, zajął 6. miejsce w lidze. Dużą część sezonu 1992/1993 opuścił z powodu kontuzji, ale i tak zdołał zdobyć 3 gole w lidze, a po 3 latach spędzonych w klubie Enschede zmienił otoczenie.
Latem 1993 Mulder przeniósł się do niemieckiego FC Schalke 04. W Bundeslidze zadebiutował 7 sierpnia w przegranym 0:3 wyjazdowym meczu z SG Wattenscheid 09. Natomiast już w drugim meczu, derbach Zagłębia Ruhry z Borussią Dortmund zdobył jedynego gola w tym spotkaniu. W całym sezonie spisał się udanie i zdobył 6 bramek. Przez kolejne 2 sezony nadal był podstawowym zawodnikiem Schalke, a w sezonie 1995/1996 zdobył 10 bramek, co było jego najlepszym wynikiem w karierze na niemieckich boiskach. Wtedy też zajął z Schalke 3. miejsce w lidze, premiowane awansem do Pucharu UEFA. W 1997 roku Schalke słabo spisało się w lidze zajmując dopiero 12. miejsce, ale osiągnęło największy sukces w historii klubu, jakim było zdobycie Pucharu UEFA. Mulder nie wystąpił jednak w obu finałowych meczach z Interem Mediolan z powodu kontuzji. W lidze zdobył 3 bramki, a kolejne 3 dołożył w meczach Pucharu UEFA. Kontuzja okazała się jednak dość poważna i przez nią w sezonie 1997/1998 Mulder wystąpił ledwie w 4 ligowych meczach. Do składu wrócił w kolejnym sezonie – 1998/1999, ale potem uraz odnowił się i znów niemal przez rok Youri nie grał w piłkę. W 2001 roku Mulder wywalczył z Schalke Puchar Niemiec oraz został wicemistrzem Bundesligi. Był jednak tylko rezerwowym, a w sezonie 2001/2002 doznał kolejnej kontuzji, wystąpił w 10 meczach i postanowił zakończyć piłkarską karierę.
| Sezon   | Klub          | Kraj     | Rozgrywki  | Mecze | Bramki |
| ------- | ------------- | -------- | ---------- | ----- | ------ |
| 1990/91 | FC Twente     | Holandia | Eredivisie | 28    | 6      |
| 1991/92 | FC Twente     | Holandia | Eredivisie | 33    | 18     |
| 1992/93 | FC Twente     | Holandia | Eredivisie | 11    | 3      |
| 1993/94 | FC Schalke 04 | Niemcy   | Bundesliga | 32    | 8      |
| 1994/95 | FC Schalke 04 | Niemcy   | Bundesliga | 29    | 4      |
| 1995/96 | FC Schalke 04 | Niemcy   | Bundesliga | 33    | 10     |
| 1996/97 | FC Schalke 04 | Niemcy   | Bundesliga | 19    | 3      |
| 1997/98 | FC Schalke 04 | Niemcy   | Bundesliga | 4     | 1      |
| 1998/99 | FC Schalke 04 | Niemcy   | Bundesliga | 26    | 6      |
| 1999/00 | FC Schalke 04 | Niemcy   | Bundesliga | 3     | 0      |
| 2000/01 | FC Schalke 04 | Niemcy   | Bundesliga | 21    | 1      |
| 2001/02 | FC Schalke 04 | Niemcy   | Bundesliga | 10    | 0      |

## Kariera reprezentacyjna
W reprezentacji Holandii Mulder zadebiutował 16 listopada 1994 w zremisowanym 0:0 meczu z reprezentacją Czech. Na początku gry w Schalke był regularnie powoływany do reprezentacji, a w 1996 roku został powołany przez Guusa Hiddinka do kadry na Euro 96. Tam był rezerwowym dla Dennisa Bergkampa i Patricka Kluiverta i wystąpił jedynie w ćwierćfinałowym meczu z Francją, przegranym po rzutach karnych. Ostatni swój mecz w kadrze rozegrał w 1999 roku, a łącznie wystąpił w niej 9-krotnie i zdobył 3 gole – w meczach z Luksemburgiem (5:0), z Białorusią (1:0) oraz z Norwegią (3:0).

## Sukcesy
- Puchar UEFA: 1997 z Schalke 04
- Puchar Niemiec: 2001 z Schalke 04
- Wicemistrzostwo Niemiec: 2001 z Schalke 04
- Udział w ME: 1996